# Трек (группа)
Трек — советская и российская рок-группа из Свердловска, была основана в 1980 году. Группу с самого начала деятельности отличала ярко выраженная индивидуальность. «Трек» входит в число важнейших явлений уральского рока. Группа оказала большое влияние на развитие русского рока в целом. Вокалистка группы Настя Полева в дальнейшем сделала успешную карьеру в собственном проекте «Настя». За время активной деятельности «Трек» успел записать 3 магнитоальбома, один из которых упоминается в книге Александра Кушнира «100 магнитоальбомов советского рока».

## История
Один из лидеров советского рока начала 1980-х годов, «Трек» был образован в Свердловске осенью 1980 года. Официальной датой рождения коллектива стало 23 сентября 1980 года, когда было придумано название «Трек». Основатель группы, вокалист и басист Игорь Скрипкарь, до этого играл в «Сонансе», но расхождение во взглядах с другим лидером музыкальной экспериментальной студии, Александром Пантыкиным привели к тому, что Пантыкин покинул группу, прихватив с собой барабанщика Ивана Савицкого, и создал «Урфин Джюс».
Оставшийся музыканты взяли новое название «Трек». За микрофонной стойкой — Настя Полева, Андрей Балашов на клавишных и иногда со скрипкой, гитарист Михаил Перов, освободившееся место за барабанами занял Евгений Димов, бывший администратор «Сонанса», совместивший теперь две функции. В традициях уральского рока было иметь при группе постоянного поэта-автора текстов. Для «Трека» тексты писал поэт Аркадий Застырец.
Первой работой новой группы и, фактически, последней распавшегося «Сонанса», стал так называемый «нулевой» альбом «Трека», в котором уже чётко ощущался уход от сложных развёрнутых форм, свойственных «Сонансу», к более привычной песенной манере с блюзовыми интонациями.
Весной 1981 года состоялись несколько концертов группы, выступление «Трека» стало главным событием рок-фестиваля, проходившего в зале свердловского Архитектурного института. Летом был записан второй альбом группы.
В апреле 1982 года «Трек» выступил на концертах, сбор от которых пошёл в фонд Мира, а к концу лета этого года был завершён и записан третий альбомом. Эту работу уверовавшие в свои силы музыканты попытались распространять уже не только в Свердловске, но и за пределами города. Однако, тут они совершили ошибку, отослав одну из плёнок корреспонденту «Комсомольской правды» Ю. Филинову. В газете была опубликована разгромная статья, критика касалась в основном идеологической стороны текстов группы. С другой стороны, газета невольно оказала услугу музыкантам, сделав их известными по всей стране. Неудивительно, что последовавшие концерты в Москве, оказались необыкновенно успешными, а в своём родном городе группа стала культовой.
Кризис русского рока, вызванный в первую очередь усилением «запретительной» политики со стороны государственных органов и местных властей, коснулся и «Трека». В группе начались конфликты, перспективы были безрадостными. Первым в июне 1983 года ушёл Балашов, поняв, что к рок-н-ролльной жизни он не готов. Однако, по воспоминаниям коллег, именно он отличался в группе тем, что вёл нетипичный для рок-звезды образ жизни. В следующем году «Трек» покинул Перов, перейдя в филармонию. В 1984 году завершился первый период существования группы.
Большинство участников «Трека» создали свои проекты, составившие затем костяк новой школы уральского рока. Уже в июне 1986 года на I Свердловском рок-фестивале выступили «Скрипкарь и друзья», «Степ» Евгения Димова, и Настя Полева со своим проектом «Настя», ставшим впоследствии из них всех самым долгоживущим и успешным.
В 1987 году Скрипкарь, Пантыкин и Перов вновь оказались вместе в одном составе — в группе «Кабинет».
В октябре 1988 года «Трек» собрался для участия в III фестивале Рок-клуба в составе: Скрипкарь, Перов, Андрей Котов (барабаны) и Глеб Вильнянский (клавишные).
В январе 2008 года группа реанимируется в обновлённом составе и успешно выступает на фестивале «Старый Новый Рок». Начинается подготовка нового концертного материала.
26 июня 2010 группа «Трек» выступила на фестивале Сотворение мира в Казани, вместе с Настей Полевой. Однако начавшаяся было концертная деятельность в 2011 была свернута, в результате чего «Трек» снова ушёл в тень.
В декабре 2019 года на лейбле «360°» вышла полная дискография группы в виде тройного CD-альбома; над реставрацией работал Евгений Гапеев.

## Творчество
Для звучания группы «Трек» был характерен минимализм и жёсткая подача, механистичность, сдержанность, сочетающаяся с резкостью. «В наследство» от «Сонанса» достались некоторые приёмы аранжировок, схожесть можно проследить при сравнении альбомов Трека с единственным альбомом «Сонанса» «Шагреневая кожа». Стараясь найти аналогии среди западных рок-звёзд, Александр Кушнир в книге «100 магнитоальбомов советского рока» приводит в пример звучание Black Sabbath и Гэри Ньюмана, контральто Насти Полевой сравнивает с рычанием Нины Хаген, а визуальный эпатаж группы на сцене — с выступлениями Kraftwerk.
На концертах музыканты использовали несложные, но эффектные визуальные приёмы: обильный грим, свойственный многим рок-группам того времени, дополнялся мёртвой пластикой, военными маршировками, механистичными движениями. Эффект заигрывания с тоталитарной символикой усиливали однотипные чёрные куртки, чёрные кожаные брюки, белые рубашки и узкие галстуки «селёдка». На куртки был нанесён небольшой белый круг с жирной чёрной точкой в центре. Этот символ был предложен Андреем Балашовым, и воплощал собой, по его мнению, некую сверхидею. В глазах многих же круг с точкой каким-то необъяснимым образам подтверждал пронацистскую ориентацию группы.
Тексты «Трека» соответствовали музыкальному оформлению и сценическому типажу. В них не было практически ничего светлого и позитивного: постъядерный мир, мрачное средневековье с его инквизицией, мистика. В социальных текстах рационализм, доходящий до цинизма, нарочитое морализаторство.

Я в ту пору оценивал мир чересчур настороженно. Мне казалось, что мир — это череда жестоких и бессмысленных разрушительных действий, повторяющихся непрерывными кольцами одно за одним. И выхода, какого-то просвета из всего этого я не видел. 

Андрей Балашов

Музыканты ни с кем не общались, не брали в группу новых членов, практически не меняли один раз выбранной стилистики, чем действительно напоминали закрытую тоталитарную организацию, ячейку анархистов-подпольщиков или религиозную секту.
Альбомы «Трека» записывались строго по графику, один раз в год, после окончания экзаменов, в одной и той же комнате в университете, переоборудованной под студию, на магнитофон «Тембр». Звукорежиссёр Александр «Полковник» Гноевых, работавший с группой ещё со времён «Сонанса», от альбома к альбому повышал свой профессиональный уровень и на третий год выжал всё что можно из нехитрого оборудования, добившись как максимального качества звучания, так и проявив виртуозное владение техникой сведения, используя разнообразные эффекты. Запись продолжалась около трёх месяцев, до октября. Музыканты предпочитали давать альбомам не названия, а порядковые номера. Катушка упаковывалась в коробку защитного цвета, на ней не было никаких данных об исполнителях, всё строго в соответствии с канонами «анонимного искусства»:

Мы не давали своим альбомам названий и не придумывали им затейливых оформлений вовсе не оттого, что в принципе этого не хотели. Такая манера нам казалась естественной для нашей музыки и отношения «Трека» к окружающей действительности — как отказ от приторных игр в западный рок. Мы попытались сделать это составной частью нашего стиля и решили не именовать фонограммы высокопарно альбомами, а просто присваивать им порядковые номера. 

Михаил Перов

Для доведения третьего альбома музыкантам даже приходилось пробираться в здание через окно на втором этаже во внеурочное время.
Примечательно, что «Трек» выпускал альбомы практически одновременно с «Урфином Джюсом», между светлой и тёмной половинами давно почившего «Сонанса» как бы постоянно шло соревнование, иногда выливавшееся на концертах в открытые конфликты. Так, рок-семинар 1983 года был «украшен» грандиозной дракой между барабанщиками обеих групп: Евгением Димовым и Владимиром Назимовым.
Кризис группы был вызван не только внешними, но и внутренними причинами, заключёнными в самом её творчестве:

В каком-то роде каждый наш альбом являлся кризисным, поскольку тексты создавались А. Застырцем в самый последний момент. В этом была определённая напряжёнка, и мы не всегда оставались довольны конечным результатом.

Михаил Перов

Альбом «Трек III» стал вершиной творчества группы, и он же стал последним в её дискографии.
Через полгода после его записи «Трек» дал свой первый выездной концерт — в Зеленограде. Андрей Балашов, неожиданно разочаровавшись уровнем московских рок-групп, а также бессмысленными возлияниями, принятыми в рок-тусовке столицы, купил билет на самолёт и отдельно от группы вернулся в Свердловск.

Я внезапно осознал, что в нашей музыке полностью отсутствует позитивное начало и двигаться дальше на сплошном негативе нельзя. Искусство, замешенное на негативе, не может жить долго. К тому же я сильно изменился сам… К тому моменту жена ожидала второго ребёнка, и я стал понимать, что окружающий мир не настолько безысходен и агрессивен, как мне представлялось раньше. 

Андрей Балашов

Балашов покинул группу. А 27 июня 1983 года состоялось ещё одно выездное выступление «Трека» в Ижевске, официально приуроченное к празднованию 425-летия добровольного присоединения Удмуртии к России и к Дню советской молодёжи.
Музыканты, приступив к записи четвёртого альбома под рабочим названием «Трек-н-ролл», не успели закончить эту работу в отведённые сроки к началу осени 1983 года. Из этого намечавшегося релиза завершённой осталась лишь одна композиция – «Блат», изданная в 1996 году на компакт-дисках группы в качестве бонуса.
Последовала попытка создать концертную программу «Некоторые вопросы, волнующие нас» совместно с «Урфином Джюсом», но и из этой затеи ничего не вышло — программу «зарубили». В 1984 году группа «Трек» приостановила свою деятельность. Этому способствовал целый ряд сложных жизненных обстоятельств, активно усугубляемых непрекращающимся официальным прессингом.
В последующие двадцать с лишним лет бывшие соратники по «Треку» время от времени воссоединялись для участия в фестивалях и совместных проектах. Так, в июне 1986 года на I фестивале Свердловского рок-клуба (официальное название «творческая мастерская») выступила группа Игоря Скрипкаря с программой из песен «Трека». Опять пела Настя Полева. В 1988 году на очередной «творческой мастерской» выступили уже вместе Игорь Скрипкарь и Михаил Перов, с барабанщиком «Трека» Андреем Котовым и клавишником Глебом Вильнянским. На этот раз они специально для фестиваля сочинили две новые композиции, которыми триумфально завершили своё выступление.
Новая история группы «Трек» была открыта участием в фестивале «Старый Новый Рок» 13 января 2008 года в Екатеринбурге. Через два месяца после этого увидел свет видеофильм с названием «Трек. 25 лет спустя» (режиссёр Кирилл Котельников). Был создан официальный сайт группы gruppa-trek.ru. Начались регулярные репетиции и подготовка к записи новых программ.

## Состав 1980-х годов
- Игорь Скрипкарь — бас, вокал
- Настя Полева — вокал
- Михаил Перов — гитара
- Андрей Балашов — вокал, клавишные, скрипка
- Евгений Димов (1958—2004) — барабаны

Постоянный автор текстов Аркадий Застырец.

## Нынешний состав
- Михаил Перов — гитара, вокал
- Игорь Скрипкарь — бас, вокал
- Валерий Исаков — гитара
- Андрей Манторов — клавишные
- Валерий Широков — барабаны

## Дискография
Номерные альбомы
- 1980 — Трек I
- 1981 — Трек II
- 1982 — Трек III

Сборники
- 1996 — Лучшие песни 1980—1983 (антология, 2CD)
- 2019 — Полное собрание сочинений (антология, 3CD).

## Фильмы
- 2008 — Трек. 25 лет спустя (режиссёр Кирилл Котельников)

## Влияние
6 июня 1981 года в ДК «Автомобилист» прошёл городской рок-фестиваль на приз Свердловского архитектурного института (САИ). Увиденное произвело сильное впечатление на студентов САИ и основателей группы Nautilus Pompilius Вячеслава Бутусова и Дмитрия Умецкого.
Так, Дмитрия Умецкого удивила рок-группа «Трек»: «Мы поняли, что если так могут петь люди, живущие на соседних улицах, то значит и мы способны на что-то подобное». Вячеслав Бутусов для газеты «Архитектор» взял интервью у Александра Пантыкина и Анастасии Полевой. Впоследствии «Наутилус» часто будет сотрудничать с Пантыкином и Полевой.